# Schlegels asitie
Schlegels asitie (Philepitta schlegeli) is een zangvogel uit de familie Philepittidae (asities). De vogel werd in 1866 door Herman Schlegel door middel van een brief (communication) gepubliceerd in de Proceedings of the Zoological Society of London. Schlegel presenteerde daarin deze soort als door Francois Pollen beschreven, maar kennelijk is de beschrijving van Pollen niet geldig, waardoor het lijkt alsof Schlegel deze vogelsoort naar zichzelf heeft genoemd.

## Kenmerken
De vogel is 12,5 tot 14 cm lang. Het is een kleine, bolronde vogel met een korte staart en korte poten. Het mannetje heeft in de broedtijd rond het oog fel blauw gekleurde lellen. Verder is de vogel olijfgroen van boven en groengeel van onder. Het vrouwtje is doffer van kleur en heeft donkere streepjes op borst en buik.

## Verspreiding en leefgebied
Deze soort is endemisch in westelijk Madagaskar.

## Status
De grootte van de populatie is niet gekwantificeerd maar de soort wordt omschreven als vrij schaars. Op de Rode lijst van de IUCN heeft deze soort de status gevoelig.